# 58 Virginis
58 Virginis, eller LP Virginis, är en pulserande variabel av Gamma Doradus-typ (GDOR) i Jungfruns stjärnbild.
Stjärnan varierar mellan visuell magnitud +6,85 och 6,91 med en period av 0,83022 dygn eller 19,925 timmar.